# Список українських фільмів 1910-х років
Нижче наведений перелік українських фільмів, що були зняті в 1910-х роках.

## Список
| Назва                               | Режисер                  | Акторський склад                                        | Примітки |
| ----------------------------------- | ------------------------ | ------------------------------------------------------- | -------- |
| 1910                                |                          |                                                         |          |
| «Денщик підвів, або Хохол наплутав» | Олександр Остроухов-Арбо | Іван Недоля, Надія Арбо, Олександр Арбо, Петро Чардинін | [ 1 ]    |
| 1912                                |                          |                                                         |          |
| «Запорізька січ»                    | Данило Сахненко          | Арнольд Кордюм                                          | [ 2 ]    |
| «Любов Андрія»                      | Данило Сахненко          |                                                         |          |
| 1913                                |                          |                                                         |          |
| «Полтава»                           | Данило Сахненко          |                                                         |          |
| «Життя євреїв у Палестині»          | Ноа Соколовський         |                                                         |          |